# Хюбърт Уилис
Хюбърт Уилис (на английски: Hubert Willis) е британски актьор.

## Биография и творчество
Хюбърт Уилис е раден на 10 декември 1876 г. в Рединг, Бъркшир, Англия.
Най-известен е със своята многократна роля като доктор Уотсън в поредицата от неми филми за Шерлок Холмс с участието с Ейли Норууд в периода 1921-1923 г.

## Филмография
- A Message from Mars (1913) – скитник
- The House of Temperley (1913) – Шелтън
- The Two Columbines (1914) – Арлекин
- The Revenge of Mr. Thomas Atkins (1914) – полковник
- The Incomparable Bellairs (1914) – капитан Спенсър
- Justice (1917) – доведен брат
- The Manxman (1917) – Клерк
- The Manchester Man (1920) – Соймън Грег
- Lady Audley's Secret (1920) – сър Майкъл Одри
- The Pursuit of Pamela (1920) – Питър Догър
- The Duchess of Seven Dials (1920) – лорд Слоан
- Поредица от 46 филма по произведенията за Шерлок Холмс (1921-1923) – д-р Уотсън